# Joseph Albo
Joseph Albo in ebraico יוסף אלבו‎? (Monreal, 1380 – 1444), noto specialmente per la sua opera Sefer ha-Ikkarim ("Libro dei Principi"), trattato basilare sulle fondamenta dell'ebraismo. Fu studente di Hasdai Crescas.

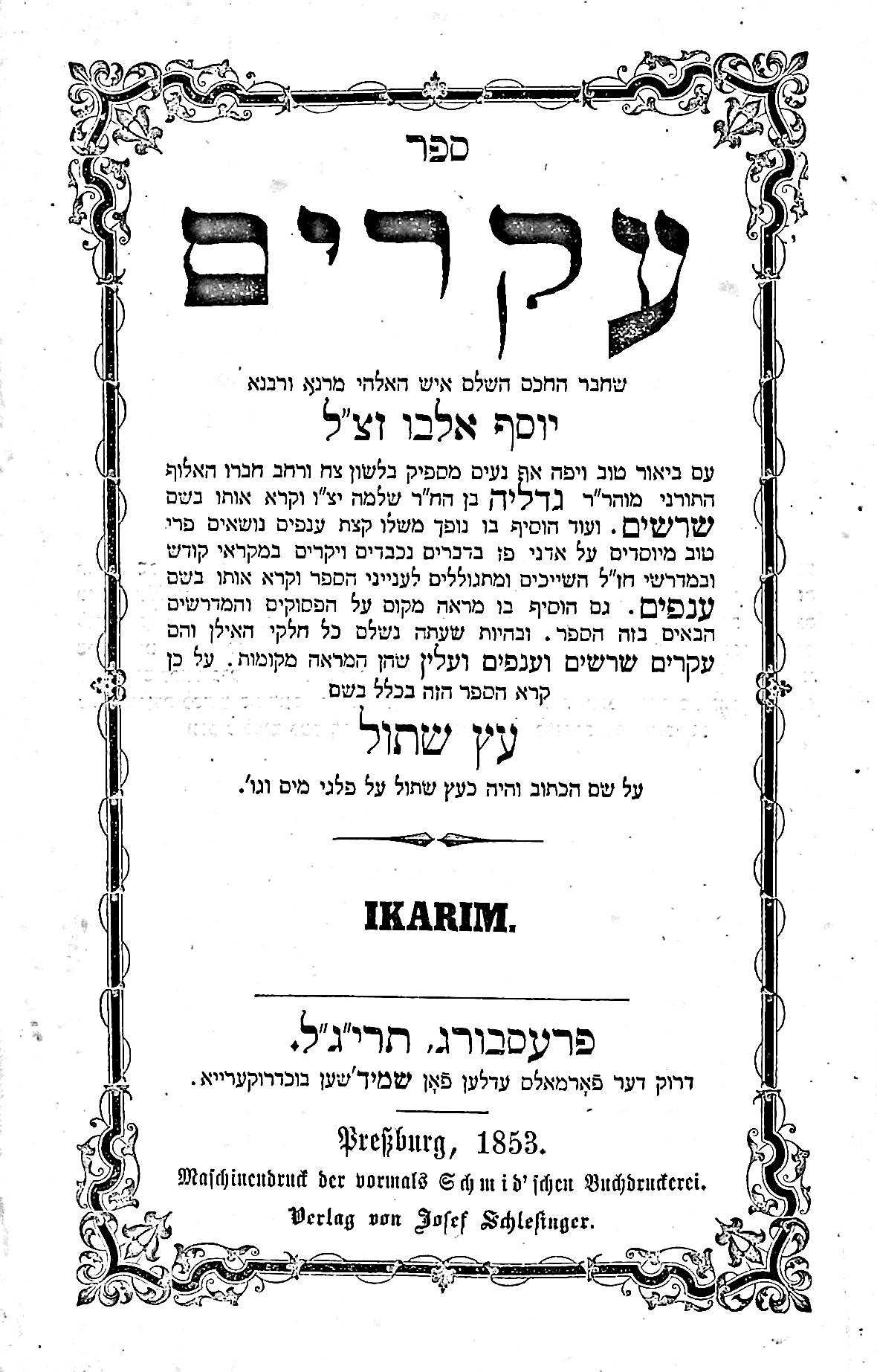
Frontespizio del Sefer ha-Ikkarim (ספר העיקרים "Libro dei Principi") di Joseph Albo, stampato a Presburgo nel 1853

Teologo ebreo spagnolo e polemista attivo contro il cristianesimo, in particolare come principale portavoce ebreo nella Disputa con i teologi cattolici a Tortosa nel 1413. Primo pensatore ebreo a usare il termine "legge naturale" (dat tiv’it), che riflette l'influenza di Tommaso d'Aquino.
Sefer ha-Ikkarim è meglio conosciuto per la sua discussione sui Principi di fede ebraica, in cui dibatte con altri pensatori come Maimonide. Albo afferma che qualsiasi religione (dat elohi), compreso l'ebraismo, deve avere i seguenti tre principi fondamentali, che chiama ikkarim (fondamenti) o ikarim kollelim (fondamenti generali): 1) fede nell'esistenza di Dio; 2) fede nella rivelazione di Dio; 3) fede nella giustizia divina, in relazione all'idea di immortalità.